# Fritz H. Schröder
Fritz H. Schröder (* 2. September 1937 in Kassel) ist ein deutscher Mediziner und internationaler Wissenschaftler mit den Forschungsschwerpunkten urologische Onkologie und Prostatakarzinom. Ausgezeichnet mit Preisen und Ehrungen in Europa sowie den USA war Schröder bis 2012 Professor für Urologie an der Erasmus-Universität Rotterdam.

## Akademischer und beruflicher Werdegang
Fritz H. Schröder absolvierte von 1959 bis 1965 ein Medizinstudium an den Universitäten in Hamburg, Marburg und Saarbrücken. Vorher hatte er von 1958 bis 1959 ein Jurastudium an der Universität Marburg/Lahn belegt. Nach der Promotion 1967 erfolgte bis 1971 die Ausbildung zum Facharzt für Urologie an den Universitäten von Kalifornien in Los Angeles und San Diego sowie an der Universität des Saarlandes in Homburg/Saar.
Nach der Habilitation 1972 war Schröder bis 1976 Leitender Oberarzt als Privatdozent an der urologischen Universitätsklinik in Würzburg. Von 1977 bis 2012 führte er die urologische Klinik an der Erasmus-Universität Rotterdam, wo er Professor für Urologie auf Lebenszeit wurde.

## Fachliteratur
Nach universitären Literaturverzeichnissen ist Schröder Autor und Mitautor von über 650 Publikationen sowie 21 Monographien. 

## Auszeichnungen
Sein Engagement hat ihm zahlreiche Preise und Ehrungen in den USA sowie Europa eingebracht. Dazu gehören unter anderen
- 2016 Deutsche Krebshilfe Preis[3]
- 1991–2012 Leiter der ER-Study of Screening for Prostate Cancer (ERSPC)
- 2012 Mitglied der American Academie of Science
- 2002 Kommandeur im Orden von Oranien-Nassau der Niederlande
- 2001 Ehrenmitglied der Europäischen Gesellschaft für Urologie sowie gleicher Organisationen in EU-Staaten und USA
- 2001 Mitglied des Niederländischen Gesundheitsrates